# Álex Grimaldo
Alejandro "Álex" Grimaldo García (sinh ngày 20 tháng 9 năm 1995) là một cầu thủ bóng đá chuyên nghiệp người Tây Ban Nha hiện đang thi đấu ở vị trí hậu vệ trái cho câu lạc bộ Bundesliga Bayer Leverkusen và đội tuyển bóng đá quốc gia Tây Ban Nha.

## Sự nghiệp câu lạc bộ

### Barcelona
Sinh ra ở Valencia, Cộng đồng Valencia, Grimaldo gia nhập đội trẻ của Barcelona vào năm 2008. Anh ra mắt chính thức cho đội B vào ngày 4 tháng 9 năm 2011 trong chiến thắng 4–0 trên sân khách trước Cartagena khi mới 15 tuổi 349 ngày. Anh trở thành cầu thủ trẻ nhất từng xuất hiện tại Segunda División trước khi bị Lamine Yamal vượt qua vào năm 2023.
Vào ngày 23 tháng 2 năm 2013, Grimaldo dính chấn thương đầu gối nghiêm trọng khiến anh phải nghỉ thi đấu trong phần còn lại của mùa giải. Anh thi đấu trở lại vào tháng 1 năm 2014, ra sân 14 lần và giúp Barcelona B cán đích ở vị trí thứ ba.
Vào ngày 13 tháng 9 năm 2014, Grimaldo ghi bàn thắng chuyên nghiệp đầu tiên sau khi ghi bàn thắng cuối cùng cho Barcelona B trong chiến thắng 3–2 trước Alavés. Trong khi chứng kiến đội xuống hạng trong mùa giải 2014–15, anh ghi bốn bàn sau 36 trận. Vào ngày 25 tháng 4 năm 2015, anh và Sergi Palencia bị đuổi khỏi sân trong chiến thắng 2-1 trước Ponferradina tại Mini Estadi.

## Sự nghiệp quốc tế
Grimaldo có trận đấu đầu tiên cho đội U-21 Tây Ban Nha vào ngày 5 tháng 2 năm 2013 trước khi anh bước sang tuổi 18 trong trận hòa giao hữu 1–1 trước Bỉ.
Vào ngày 10 tháng 11 năm 2023, Grimaldo lần đầu tiên được gọi vào đội tuyển quốc gia Tây Ban Nha để tham dự vòng loại Euro 2024 gặp Síp và Gruzia. Sáu ngày sau, anh có trận ra mắt trong trận đấu trước Síp, ghi kiến tạo cho Mikel Oyarzabal để giúp Tây Ban Nha ghi bàn thắng thứ hai trong chiến thắng 3–1 trên sân khách.

## Thống kê sự nghiệp

### Câu lạc bộ
Tính đến 25 tháng 5 năm 2024
| Câu lạc bộ          | Mùa giải            | Giải vô địch        | Giải vô địch | Giải vô địch | Cúp quốc gia | Cúp quốc gia | Cúp Liên đoàn | Cúp Liên đoàn | Châu lục | Châu lục | Khác | Khác | Tổng cộng | Tổng cộng |
| Câu lạc bộ          | Mùa giải            | Hạng đấu            | Trận         | Bàn          | Trận         | Bàn          | Trận          | Bàn           | Trận     | Bàn      | Trận | Bàn  | Trận      | Bàn       |
| ------------------- | ------------------- | ------------------- | ------------ | ------------ | ------------ | ------------ | ------------- | ------------- | -------- | -------- | ---- | ---- | --------- | --------- |
| Barcelona B         | 2011–12             | Segunda División    | 1            | 0            | —            | —            | —             | —             | —        | —        | —    | —    | 1         | 0         |
| Barcelona B         | 2012–13             | Segunda División    | 24           | 0            | —            | —            | —             | —             | —        | —        | —    | —    | 24        | 0         |
| Barcelona B         | 2013–14             | Segunda División    | 14           | 0            | —            | —            | —             | —             | —        | —        | —    | —    | 14        | 0         |
| Barcelona B         | 2014–15             | Segunda División    | 36           | 4            | —            | —            | —             | —             | —        | —        | —    | —    | 36        | 4         |
| Barcelona B         | 2015–16             | Segunda División B  | 17           | 2            | —            | —            | —             | —             | —        | —        | —    | —    | 17        | 2         |
| Barcelona B         | Tổng cộng           | Tổng cộng           | 92           | 6            | —            | —            | —             | —             | —        | —        | —    | —    | 92        | 6         |
| Benfica             | 2015–16             | Primeira Liga       | 2            | 0            | 0            | 0            | 3             | 0             | 0        | 0        | 0    | 0    | 5         | 0         |
| Benfica             | 2016–17             | Primeira Liga       | 14           | 2            | 2            | 0            | 0             | 0             | 4        | 0        | 1    | 0    | 21        | 2         |
| Benfica             | 2017–18             | Primeira Liga       | 28           | 1            | 3            | 0            | 1             | 0             | 4        | 0        | 1    | 0    | 37        | 1         |
| Benfica             | 2018–19             | Primeira Liga       | 34           | 4            | 4            | 0            | 1             | 0             | 15       | 3        | —    | —    | 54        | 7         |
| Benfica             | 2019–20             | Primeira Liga       | 26           | 0            | 6            | 0            | 0             | 0             | 8        | 0        | 1    | 1    | 41        | 1         |
| Benfica             | 2020–21             | Primeira Liga       | 31           | 2            | 4            | 0            | 0             | 0             | 7        | 0        | 1    | 0    | 43        | 2         |
| Benfica             | 2021–22             | Primeira Liga       | 29           | 5            | 2            | 1            | 3             | 0             | 14       | 0        | —    | —    | 48        | 6         |
| Benfica             | 2022–23             | Primeira Liga       | 33           | 5            | 4            | 1            | 3             | 0             | 14       | 2        | —    | —    | 54        | 8         |
| Benfica             | Tổng cộng           | Tổng cộng           | 197          | 19           | 25           | 2            | 11            | 0             | 66       | 5        | 4    | 1    | 303       | 27        |
| Bayer Leverkusen    | 2023–24             | Bundesliga          | 33           | 10           | 6            | 0            | —             | —             | 12       | 2        | —    | —    | 51        | 12        |
| Bayer Leverkusen    | 2024–25             | Bundesliga          | 32           | 2            | 5            | 0            | —             | —             | 10       | 2        | 1    | 0    | 48        | 4         |
| Bayer Leverkusen    | Tổng cộng           | Tổng cộng           | 65           | 12           | 11           | 0            | —             | —             | 22       | 4        | 1    | 0    | 99        | 16        |
| Tổng cộng sự nghiệp | Tổng cộng sự nghiệp | Tổng cộng sự nghiệp | 353          | 36           | 36           | 2            | 11            | 0             | 88       | 9        | 5    | 1    | 493       | 48        |

1. ↑  Bao gồm Taça de Portugal và DFB-Pokal
2. ↑  Bao gồm Taça da Liga
3. 1 2 3 4 5  Ra sân tại UEFA Champions League
4. 1 2 3 4  Ra sân tại Supertaça Cândido de Oliveira
5. ↑  Ra sân mười lần và hai bàn tại UEFA Champions League, ra sân năm lần và một bàn tại UEFA Europa League
6. ↑  Sáu lần ra sân tại UEFA Champions League, hai lần ra sân tại UEFA Europa League
7. ↑  Ra sân một lần tại UEFA Champions League, sáu lần ra sân tại UEFA Europa League
8. ↑  Số lần ra sân tại UEFA Europa League
9. ↑  Ra sân tại DFL-Supercup

## Danh hiệu
Benfica
- Primeira Liga: 2015–16, 2016–17, 2018–19, 2022–23
- Taça de Portugal: 2016–17
- Taça da Liga: 2015–16
- Supertaça Cândido de Oliveira: 2016, 2017, 2019

Bayer Leverkusen
- Bundesliga: 2023–24[13]
- DFB-Pokal: 2023–24[14]
- DFL-Supercup: 2024[15]

U-19 Tây Ban Nha
- Giải vô địch bóng đá U-19 châu Âu: 2012

Tây Ban Nha
- UEFA European Championship: 2024[16]

### Cá nhân
- Đội của năm Giải vô địch bóng đá U-19 châu Âu: 2012
- Đội của năm UEFA Europa League: 2018–19[17]
- Đội của năm Primeira Liga: 2018–19, 2022–23
- Hậu vệ của tháng Primeira Liga: Tháng 12 năm 2022, tháng 1 năm 2023, tháng 2 năm 2023